# 稲垣えみ子
稲垣 えみ子（いながき えみこ、1965年 - ）は日本のジャーナリスト。朝日新聞大阪本社デスク・朝日新聞論説委員・編集委員を歴任して2016年1月に50歳で依願退職しフリージャーナリストになる。

## 人物・経歴
愛知県出身。家電メーカーに勤める父の仕事の都合で小学校・中学校では転校を繰り返す。
1987年一橋大学社会学部を卒業し、朝日新聞社入社。高松支局・京都支局を経て、1991年から勤める朝日新聞大阪本社社会部時代に大阪府警察本部との懇親会でかつらをかぶったのを機にアフロヘアーにする。大阪本社社会部デスク、週刊朝日編集部を経て、2013年から朝日新聞論説委員として社説を担当する。
福島第一原子力発電所事故を受けて始めた月1000円以下に電気代を抑えるほど徹底した節電生活を書いたコラムが話題となり、感銘を受けた古舘伊知郎キャスターからオファーを受け報道ステーションに出演。
編集委員を経て、2016年1月に50歳を機に、死に向かい「手放すことを身に着けねばと」との思いから朝日新聞社を退社し、高級マンションから築50年のワンルームマンションに転居。野菜を干すための最適な環境を手に入れる。2018年「もうレシピ本はいらない」が第5回料理レシピ本大賞 in Japan料理部門エッセイ賞を受賞する。

## 著書
- 死に方が知りたくて（1995年9月、PARCO出版）ISBN 978-4-891-94436-0
- 震災の朝から始まった（1999年5月、朝日新聞社）ISBN 978-4-022-57380-3
- 魂の退社（2016年6月、東洋経済新報社〈電子書籍〉 / 2024年5月、幻冬舎文庫）ISBN 978-4-344-43378-6
- アフロ記者が記者として書いてきたこと。退職したからこそ書けたこと。（2016年6月、朝日新聞出版）ISBN 978-4-022-51389-2
- 寂しい生活（2017年6月、東洋経済新報社 / 2024年7月、幻冬舎文庫）ISBN 978-4-492-04612-8
- もうレシピ本はいらない 人生を救う最強の食卓（2017年9月、マガジンハウス / 2023年1月、幻冬舎文庫）[7]
- レシピがいらない!アフロえみ子の四季の食卓（2018年10月、マガジンハウス）ISBN 978-4-838-73021-6
- 人生はどこでもドア リヨンの14日間（2018年10月、東洋経済新報社 / 2024年9月、幻冬舎文庫）ISBN 978-4-492-04637-1
- アフロ記者（2019年12月、朝日文庫）ISBN 978-4-022-61998-3
- 一人飲みで生きていく（2021年9月、朝日出版社）ISBN 978-4-255-01249-0
- 老後とピアノ（2022年1月、ポプラ社）ISBN 978-4-591-17163-9
- アフロえみ子の四季の食卓（2023年9月、幻冬舎文庫）ISBN 978-4-344-43314-4

## 出演
- 情熱大陸（毎日放送）
- 報道ステーション（テレビ朝日）
- ラジオ深夜便（NHKラジオ第1放送、ないとエッセー、平成方丈記、平成徒然草）[8]
- 楽しく学ぶ!世界動画ニュース（テレビ朝日）

## 講演
- 萩原慎一郎 歌集 滑走路を読む - 日常の詩学（高浜市やきものの里かわら美術館、2017年12月24日）[9]